# Блумінґ-Прері (Міннесота)
Блумінґ-Прері (англ. Blooming Prairie) — місто (англ. city) в США, в округах Стіл і Додж штату Міннесота. Населення — 1974 особи (2020).

## Географія
Блумінґ-Прері розташований за координатами 43°52′6″ пн. ш. 93°3′18″ зх. д. / 43.86833° пн. ш. 93.05500° зх. д. (43.868351, -93.055018).  За даними Бюро перепису населення США в 2010 році місто мало площу 3,64 км², уся площа — суходіл.

## Демографія
Згідно з переписом 2010 року, у місті мешкало 1996 осіб у 802 домогосподарствах у складі 535 родин. Густота населення становила 548 осіб/км².  Було 864 помешкання (237/км²).
Расовий склад населення:
| - 97,1 % — білих - 0,4 % — чорних або афроамериканців - 0,4 % — азіатів - 0,3 % — корінних американців |

До двох чи більше рас належало 1,3 %. Частка іспаномовних становила 6,3 % від усіх жителів.
За віковим діапазоном населення розподілялося таким чином: 25,9 % — особи молодші 18 років, 52,9 % — особи у віці 18—64 років, 21,2 % — особи у віці 65 років та старші. Медіана віку мешканця становила 40,5 року. На 100 осіб жіночої статі у місті припадало 95,7 чоловіків;  на 100 жінок у віці від 18 років та старших — 90,1 чоловіків також старших 18 років.
Середній дохід на одне домашнє господарство  становив 59 255 доларів США (медіана — 53 056), а середній дохід на одну сім'ю — 66 085 доларів (медіана — 62 717). Медіана доходів становила 43 750 доларів для чоловіків та 33 487 доларів для жінок. За межею бідності перебувало 16,2 % осіб, у тому числі 33,8 % дітей у віці до 18 років та 9,8 % осіб у віці 65 років та старших.
Цивільне працевлаштоване населення становило 915 осіб. Основні галузі зайнятості: освіта, охорона здоров'я та соціальна допомога — 22,2 %, виробництво — 16,4 %, будівництво — 12,8 %, роздрібна торгівля — 12,2 %.